# Курочкин, Василий Степанович
Васи́лий Степа́нович Ку́рочкин (28 июля [9 августа] 1831, Санкт-Петербург — 15 [27] августа 1875, Санкт-Петербург) — русский поэт-сатирик, журналист и литературный критик, известный переводчик Беранже.

## Биография
Родился в семье отпущенного на волю крепостного, поступившего на государственную службу и получившего потомственное дворянство. Ребёнком лишился отца и воспитывался в семье отчима, полковника Е. Т. Готовцова. Брат драматурга Владимира Курочкина (1829—1885) и публициста Николая Курочкина (1830—1884).
Учился в 1-м кадетском корпусе и дворянском полку. Выпущенный прапорщиком в 1849 году, до 1852 года служил в армии. Не чувствуя склонности к военной службе, вышел в отставку и поступил на службу в ведомство путей сообщения. В 1856 году оставил службу и стал жить литературным трудом.
Писать стихи начал ещё в кадетском корпусе и обратил ими на себя внимание своего учителя, Иринарха Введенского. В печати выступил впервые в 1848 году.
С начала 1860-х годов Курочкин сближается с революционными кругами. Осенью 1861 года он вступил в члены тайного общества «Земля и воля», а в 1862 году стал одним из пяти членов её центрального комитета. С 1862 года попадает под надзор полиции, неоднократно подвергается обыскам. Был арестован по каракозовскому делу и провел в заключении в Петропавловской крепости более двух месяцев.
Скончался скоропостижно 15 (27) августа 1875 года в результате неосторожного употребления хлоралгидрата, прописанного ему врачом. Похоронен на Волковском православном кладбище в Петербурге.

## Творческая деятельность
Сначала Курочкин работал не только во второстепенных журналах, но и для рыночных издателей. Он стал известен после появления его переводов Беранже, интересных яркостью и оригинальностью передачи (отд. СПб. 1858, 1864 и 1874). Силой таланта они затмили собой все прежние; многие из них достигли в России того времени огромной популярности.
Пробуждение общественной жизни России конца 1850-х годов полностью захватило впечатлительного Курочкина. Он пишет ряд обличительных и сатирических стихотворений, а в 1859 году основывает сатирический журнал «Искра», вместе с известным карикатуристом Н. А. Степановым. Очень удачно переведены им в стихах «Мизантроп» Мольера («Невский сборник», 1867) и «Принц Лутоня» («Слово», 1880, № 12; напечатанный со значительными сокращениями), заимствованный из «Théâtre des marionettes», Марка Монье. Курочкин помещал критические статьи о литературе, а также иные статьи в «Сыне отечества» в 1855—1858 годах, «Петербургских ведомостях» (1858). Незадолго до смерти Курочкин стал писать воскресные фельетоны в «Биржевых ведомостях» В. А. Полетики. Собрание сочинений Курочкина было издано в 1869 году.